# David Karnes
David Karnes (Omaha, 1948. december 12. – Boston, 2020. október 25.) az Amerikai Egyesült Államok szenátora (Nebraska, 1987–1989).

## Élete
1987 és 1989 között a Republikánus Párt színeiben Nebraska képviselője volt az Amerikai Egyesült Államok Szenátusában.